# Saint-Yrieix-sous-Aixe
 Saint-Yrieix-sous-Aixe  (en occitano Sent Iriès d'Aissa) es una población y comuna francesa, situada en la región de Nueva Aquitania, departamento de Alto Vienne, en el distrito de Limoges y cantón de Aixe-sur-Vienne.

## Demografía
| 394 | 331 | 291 | 266 | 277 | 312 | 390 |
| Para los censos de 1962 a 1999 la población legal corresponde a la población sin duplicidades (Fuente: INSEE [Consultar]) |     |     |     |     |     |     |